# 1909 County Championship
Navigation
Édition précédente Édition suivante
Le 1909 County Championship fut le vingtième County Championship et se déroule du 3 mai au 30 août 1909. Kent a remporté son deuxième titre tandis que le Lancashire a terminé deuxième. Les vainqueurs de la saison précédente, Yorkshire ont terminé troisièmes.

## Classement
| Équipe           | Pld | W  | L  | D  | A | Pts | Fin | %Fin   |
| ---------------- | --- | -- | -- | -- | - | --- | --- | ------ |
| Kent             | 26  | 16 | 2  | 8  | 0 | 14  | 18  | 77.77  |
| Lancashire       | 24  | 14 | 4  | 6  | 0 | 10  | 18  | 55.55  |
| Yorkshire        | 26  | 12 | 4  | 10 | 0 | 8   | 16  | 50.00  |
| Sussex           | 26  | 7  | 3  | 16 | 0 | 4   | 10  | 40.00  |
| Surrey           | 30  | 16 | 7  | 7  | 0 | 9   | 23  | 39.13  |
| Middlesex        | 22  | 6  | 5  | 10 | 1 | 1   | 11  | 9.09   |
| Northamptonshire | 18  | 9  | 8  | 1  | 0 | 1   | 17  | 5.88   |
| Hampshire        | 22  | 7  | 7  | 8  | 0 | 0   | 14  | 0.00   |
| Worcestershire   | 20  | 8  | 8  | 4  | 0 | 0   | 16  | 0.00   |
| Nottinghamshire  | 20  | 6  | 8  | 5  | 1 | –2  | 14  | –14.28 |
| Somerset         | 16  | 4  | 7  | 5  | 0 | –3  | 11  | –27.27 |
| Warwickshire     | 20  | 3  | 8  | 9  | 0 | –5  | 11  | –45.45 |
| Leicestershire   | 22  | 3  | 10 | 8  | 1 | –7  | 13  | –53.84 |
| Essex            | 20  | 2  | 7  | 9  | 2 | –5  | 9   | –55.55 |
| Derbyshire       | 22  | 2  | 15 | 4  | 1 | –13 | 17  | –76.47 |
| Gloucestershire  | 22  | 1  | 13 | 8  | 0 | –12 | 14  | –85.71 |
| Source:          |     |    |    |    |   |     |     |        |

### Résumé statistique
| Most runs | Most runs | Most runs    | Most runs |
| Aggregate | Average   | Joueur       | Comté     |
| --------- | --------- | ------------ | --------- |
| 1,844     | 39.23     | Ernie Hayes  | Surrey    |
| 1,771     | 45.41     | Jack Hobbs   | Surrey    |
| 1,544     | 37.65     | David Denton | Yorkshire |
| 1,451     | 40.30     | Robert Relf  | Sussex    |
| 1,352     | 37.55     | Phil Mead    | Hampshire |
| Source:   |           |              |           |

| Most wickets | Most wickets | Most wickets    | Most wickets     |
| Aggregate    | Average      | Joueur          | Comté            |
| ------------ | ------------ | --------------- | ---------------- |
| 178          | 14.07        | Colin Blythe    | Kent             |
| 135          | 19.11        | George Dennett  | Gloucestershire  |
| 120          | 20.17        | Walter Lees     | Surrey           |
| 118          | 13.80        | George Thompson | Northamptonshire |
| 111          | 12.67        | Schofield Haigh | Yorkshire        |
| Source:      |              |                 |                  |